# Aston Martin Cygnet
Der Aston Martin Cygnet ist ein Kleinstwagen des britischen Automobilherstellers Aston Martin. Er wurde von 2011 bis 2013 produziert und basiert auf dem Toyota iQ, der durch hochwertige Ausstattung veredelt wurde.

## Fahrzeugcharakteristika
Die Markteinführung des Cygnets fand auf dem 81. Genfer Auto-Salon 2011 statt. Das Fahrzeug war der erste und bisher einzige Kleinstwagen von Aston Martin. Technisch basierte er auf dem Toyota iQ. Aston Martin entschied sich aus zwei wesentlichen Gründen für die Produktion eines solchen Fahrzeugmodells:
Besitzer eines Aston-Martin-Sportwagens sollen sich auch im urbanen Umfeld mit einem luxuriösen und für diesen Zweck maßgeschneiderten Automobil bewegen können. Um den Bedarf an einem solchen Fahrzeug zu ermitteln, trat der Hersteller mit seinen Kunden direkt in Kontakt. Die Resonanz war positiv, so dass man sich zur Realisierung des Cygnets entschloss. Aston Martin hat zudem einen extrem hohen Flottenverbrauch. Der Cygnet war somit mit seinem CO2-Ausstoß von 116 g/km (mit 6-Gang-Schaltgetriebe) ein wirksames Instrument, um den Flottenverbrauch zu senken.
Entgegen ersten Überlegungen seitens Aston Martins – und anders als in früheren Pressemeldungen behauptet –, konnte der Cygnet von jedem Interessenten erworben werden. Wer bereits einen Aston Martin besaß, sollte jedoch bevorzugt beliefert werden.
Für den Cygnet war die gesamte Aston-Martin-Lack- und Individualisierungspalette erhältlich. So konnte sich der Kunde beispielsweise den Innenraum mit den gleichen Kontrastnähten und Dekorleisten, sowie dem gleichen Leder und Alcantara veredeln lassen, die auch seinen großen Aston Martin auskleiden.
Der Cygnet war in Deutschland ab einem Listenpreis von 37.995 Euro zu erwerben. Die auf 100 Stück limitierte und ausschließlich in schwarz oder weiß erhältliche Launch-Edition kostete 48.995 €. Diese Preise beinhalteten allerdings keine Vollausstattung. So kostete beispielsweise die teuerste Lederausstattung noch einmal rund 5000 € Aufpreis.
Im September 2013 wurde die Produktion des Cygnets aufgrund des ungenügenden Absatzes nach nur zwei Jahren eingestellt. Anstatt der geplanten 4000 Fahrzeuge pro Jahr wurden nur 143 in Großbritannien und 593 insgesamt verkauft.

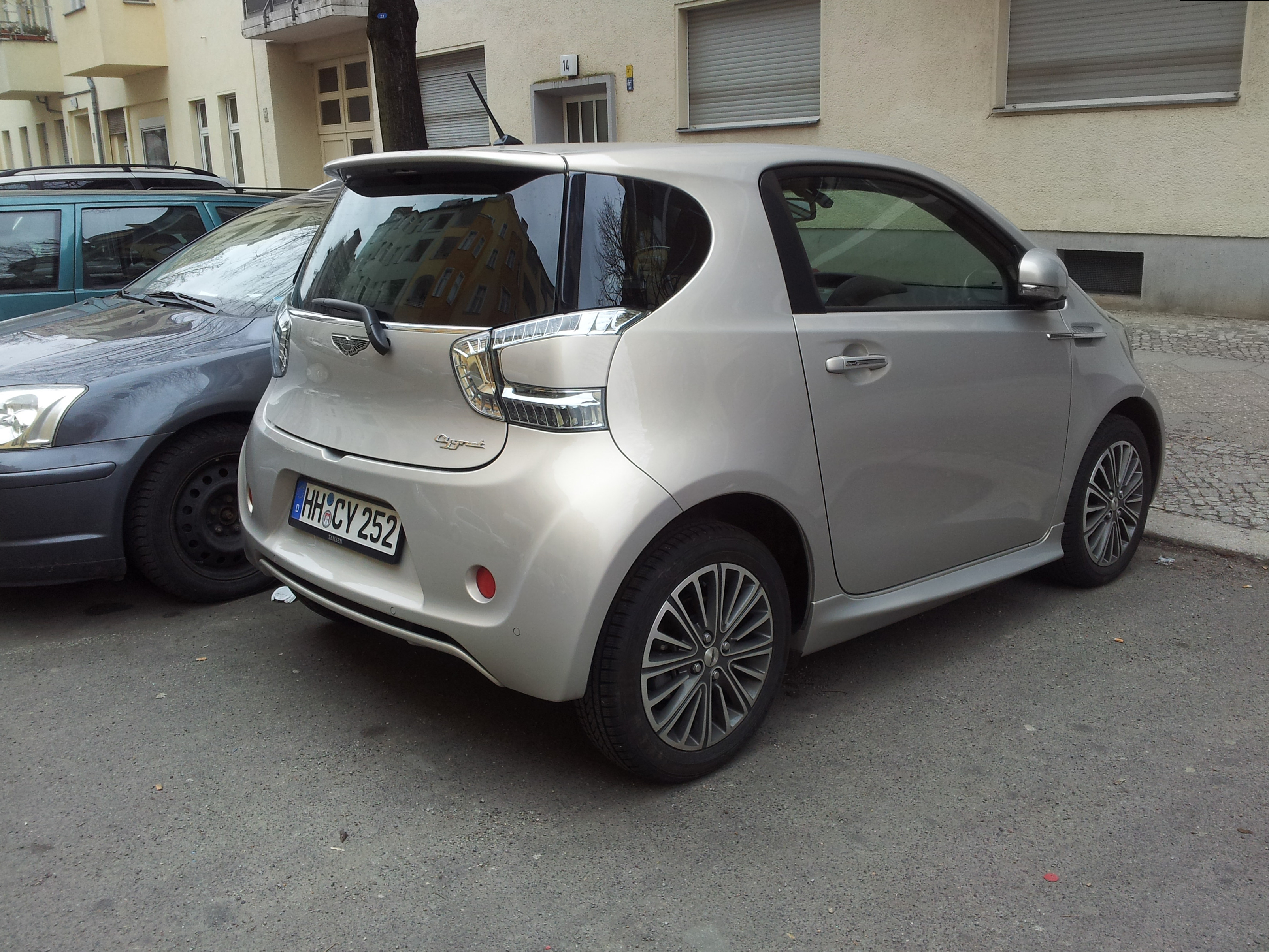
Heckseitenansicht
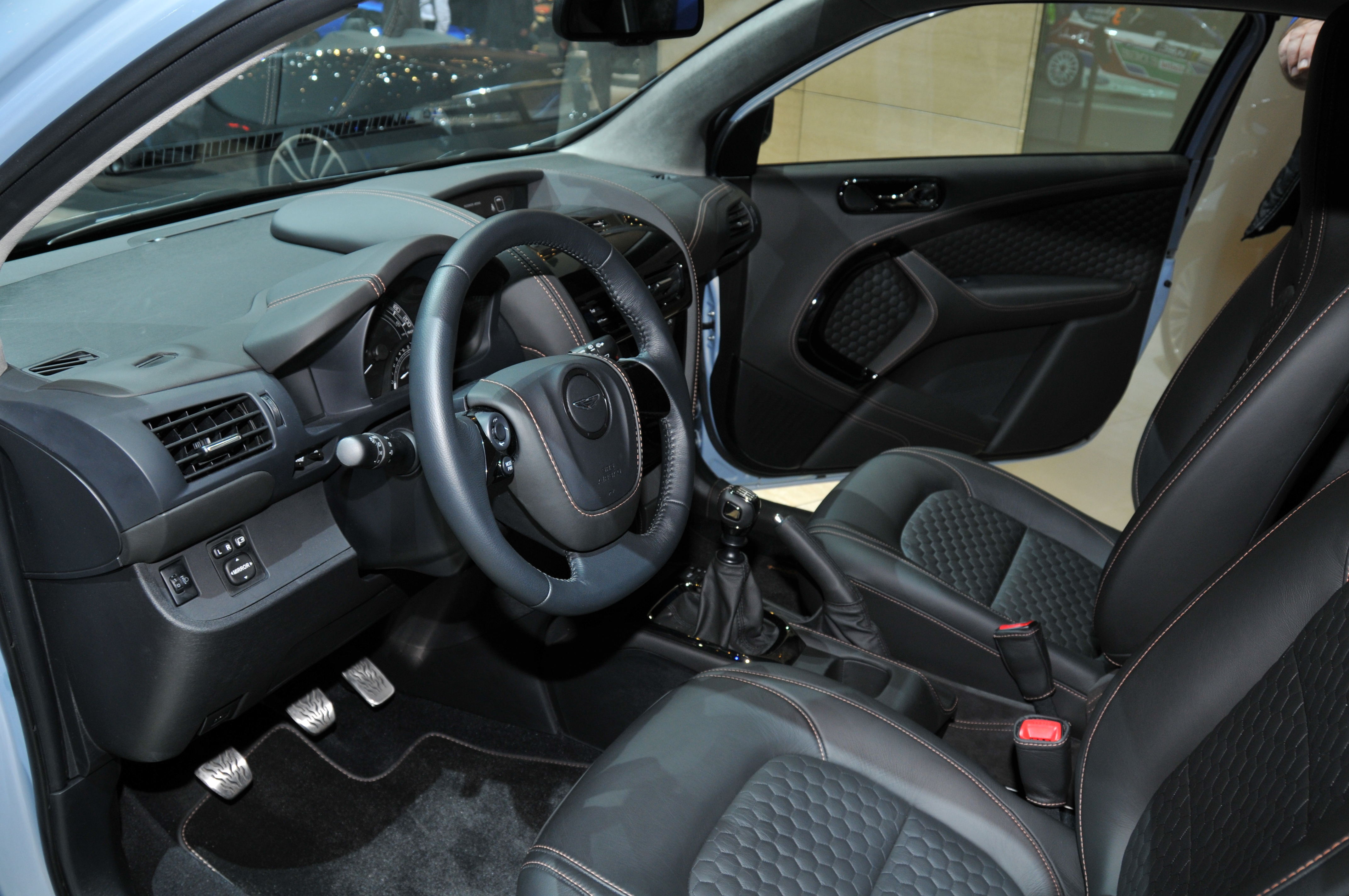
Interieur

## Technische Daten
|                            | Aston Martin Cygnet     |
| -------------------------- | ----------------------- |
| Bauzeit                    | 2011–2013               |
| Zylinder/Ventile           | 4/16                    |
| Hubraum                    | 1329 cm³                |
| Leistung bei min−1         | 72 kW (98 PS)/6000      |
| Drehmoment bei min−1       | 125 Nm/4400             |
| Antrieb                    | Vorderrad               |
| Getriebe                   | 6-Gang-Schaltung        |
| Getriebe, optional         | (CVT-Getriebe)          |
| EU-Normverbrauch/100 km    | 5,0 l (5,2 l) (1)       |
| CO2-Ausstoß                | 116 g/km (120 g/km) (1) |
| Beschleunigung 0–100 km/h  | 11,8 s (11,6 s) (1)     |
| Höchstgeschwindigkeit vmax | 170 km/h                |
| Tankinhalt                 | 32 l                    |
| Treibstoff                 | Super                   |
| Leergewicht                | 988 kg                  |
| Grundpreis                 | 37.995 €                |